# Einar Gustafsson
Gustaf Einar Gustafsson, (i riksdagen även Gustafsson i Kårby) född 21 december 1914 i Loftahammars socken, död 15 februari 1995 i Linköping, var en svensk lantbrukare och centerpartistisk politiker.
Gustafsson var ledamot av riksdagens andra kammare från 1957, invald i Östergötlands läns valkrets. Han var landshövding i Gotlands län 1974-1980. Han var bror till f.d. statsrådet Torsten Gustafsson.